# Ulf Winskowsky
Ulf Winskowsky (* 30. Juni 1958 in Hannover) ist ein ehemaliger deutscher Fußballspieler. Für Hannover 96 bestritt er 144 Spiele in der 2. Bundesliga, dabei erzielte der Abwehrspieler zwei Tore.  

## Sportlicher Werdegang
Winskowsky rückte am Anfang der Spielzeit 1977/78 in den Profikader des seinerzeitigen Zweitligisten Hannover 96. Bei der 1:3-Niederlage bei Preußen Münster debütierte er am 9. Spieltag  der Saison als Einwechselspieler für Frank Pagelsdorf im Profifußball und etablierte sich im weiteren Saisonverlauf unter Trainer Helmut Kronsbein in der Stammformation. Unter Kronsbeins Nachfolger Anton Burghardt war er ebenso Stammspieler wie unter Diethelm Ferner, der im Sommer 1979 seinen Dienst antrat. In der Spielzeit 1979/80 trug er in 31 Spielen zum Erreichen des dritten Tabellenplatzes in der Nordstaffel bei, zwei Punkte fehlten auf den von Rot-Weiss Essen belegten zur Teilnahme an den Aufstiegsspielen berechtigenden zweiten Rang. Auch in der folgenden Spielzeit war er 28 Mal in der zweiten Liga im Einsatz und gehörte mit der Mannschaft um Gerhard Kleppinger, Jürgen Rynio, Dieter Schatzschneider, Bernd Dierßen und Peter Anders – es kamen im gesamten Saisonverlauf nur 18 Spieler zum Einsatz, nur Frank Hartmann (19 Spiele), Georg Damjanoff (7 Spiele) und George Sagna (4 Spiele) bestritten weniger als die Hälfte der 42 Saisonspiele – zur Spitzengruppe, nach einem vierten Tabellenplatz qualifizierte sich der Klub für die eingleisige 2. Bundesliga. Anschließend rückte er zunehmend ins zweite Glied, in der Spielzeit 1981/82 stand er nurmehr in 15 seiner 22 Saisoneinsätze in der Startelf, der Klub verpasste den von Kickers Offenbach belegten Relegationsplatz um einen Punkt.
Mitte September 1982 wechselte Winskowsky, der bis dato unter Ferner in der Spielzeit 1982/83 in der 2. Bundesliga ohne Einsatz geblieben war, innerhalb von Hannover zum von seinem Ex96-Mitspieler Karl-Heinz Mrosko trainierten Lokalrivalen SV Arminia Hannover, der in der Oberliga Nord antrat. Der Klub hatte in der Spielzeit 1981/82 als Vizemeister sich für die Aufstiegsrunde zur 2. Bundesliga qualifiziert, aber dort als Gruppendritter die Zweitligarückkehr verpasst und wollte sich für den erneuten Angriff auf die Aufstiegsplätze verstärken. Nach zwei Spielzeiten, die der Klub im mittleren Tabellenbereich beendet hatte, wechselte er 1984 zum Ligakonkurrenten TSR Olympia Wilhelmshaven. Nach nur einer Spielzeit zog er zum TuS Paderborn-Neuhaus in die Oberliga Westfalen weiter. Als Vizemeister der Spielzeit 1985/86 nahm er mit dem Klub an der Deutschen Amateurmeisterschaft 1986 teil, schied aber mit der Mannschaft im Viertelfinale gegen den späteren Titelträger BVL 08 Remscheid aus. Nach einer weiteren Halbserie kehrte er Anfang 1987 zu Olympia Wilhelmshaven zurück, ehe er bereits im Sommer 1987 abermals zu Arminia Hannover wechselte. Ab 1988 ließ er seine Karriere bei der SpVgg Preußen Hameln in der Verbandsliga Niedersachsen ausklingen.
Später war Winskowsky zeitweise Trainer der Amateurmannschaft von Hannover 96. Im Sommer 1993 kehrte er als Trainer zum mittlerweile viertklassig antretenden SV Arminia Hannover zurück, mit dem Klub qualifizierte er sich am Ende der Spielzeit für die in Folge der Einführung der Regionalliga nun viertklassige Oberliga Nord. Nach einem elften Rang am Ende der Spielzeit 1995/96 wurde er durch Rainer Behrends als Trainer ersetzt. Später war er in der Jugendarbeit bei Hannover 96 tätig und wirkte an der Fußballschule des Vereins mit. Zudem lief er für die Traditionself der „Roten“ auf.